# Steroidni hormon
Steroidni hormon (steron) je steroid koji dejstvuje kao hormon. Steroidni hormoni se mogu grupisati u pet grupa na osnovu receptora za koji se vezuju: glukokortikoidi, mineralokortikoidi, androgeni, estrogeni, i progestageni. Derivati vitamina D su šesti blisko srodni hormonski sistem sa homolognim receptorima, mada su oni steroli.

## Sinteza
Prirodni steroidni hormoni se u opštem slučaju sintetišu iz holesterola u gonadima i adrenalnim žlezdama. Ovi hormoni su lipidi. Oni mogu da prođu kroz ćelijsku membranu jer su rastvorni u masnoći. Oni se zatim vezuju za steroidne hormonske receptore, koji mogu da budu nuklearni ili citosolni u zavisnosti od steroidnog hormona, i tim putem izazivaju promene u ćeliji. Steroidni hormoni se generalno prenose krvotokom vezani za specifične prenosničke proteine, poput seks hormon-vezujući globulin ili kortikosteroid-vezujući globulin. Dalje konverzije i katabolizam se odvijaju u jetri, drugim "perifernim" tkivima, i ciljnim tkivima.

### Sintetički steroidi i steroli
Mnoštvo raznih sintetičkih steroida i sterola je razvijen. Većina njih su steroidi, mada neki ne-steroidni molekuli mogu da interaguju sa steroidnim receptorima usled sličnosti molekulskog oblika. Neki sintetički steroidi su slabiji, dok su drugi jači, od prirodnih steroida čije receptore aktiviraju.
Ovo su primeri sintetičkih steroidnih hormona:
- Glukokortikoidi: prednizon, deksametazon, triamcinolon
- Mineralokortikoid: fludrokortizon
- Vitamin D: dihidrotahisterol
- Androgeni: oksandrolon, nandrolon (takođe poznati kao anabolički steroidi)
- Estrogeni: dietilstilbestrol (DES)
- Progestini: noretindron, medroksiprogesteron acetat

## Literatura
1. ↑  „Sterone - Definition and More from the Free Merriam-Webster Dictionary”.[мртва веза]
2. ↑  Heffner & Schust 2010, стр. 16

## Dodatna literatura
- Brook CG (1999). „Mechanism of puberty”. Hormone Research. 51 Suppl 3: 52—4. PMID 10592444.
- Holmes SJ, Shalet SM (1996). „Role of growth hormone and sex steroids in achieving and maintaining normal bone mass”. Hormone Research. 45 (1-2): 86—93. PMID 8742125.
- Ottolenghi C, Uda M, Crisponi L, Omari S, Cao A, Forabosco A, Schlessinger D (2007). „Determination and stability of sex”. BioEssays : News and Reviews in Molecular, Cellular and Developmental Biology. 29 (1): 15—25. PMID 17187356. doi:10.1002/bies.20515.
- Couse JF, Korach KS (1998). „Exploring the role of sex steroids through studies of receptor deficient mice”. Journal of Molecular Medicine (Berlin, Germany). 76 (7): 497—511. PMID 9660168. Архивирано из оригинала 31. 10. 2000. г. Приступљено 30. 3. 2011.
- McEwen BS (1992). „Steroid hormones: effect on brain development and function”. Hormone Research. 37 Suppl 3: 1—10. PMID 1330863.
- Simons SS (2008). „What goes on behind closed doors: physiological versus pharmacological steroid hormone actions”. BioEssays : News and Reviews in Molecular, Cellular and Developmental Biology. 30 (8): 744—56. PMC 2742386 . PMID 18623071. doi:10.1002/bies.20792.
- Heffner, Linda J.; Schust, Danny J. (2010). The Reproductive System at a Glance. John Wiley and Sons. стр. 16—. ISBN 978-1-4051-9452-5. Приступљено 28. 11. 2010.

## Spoljašnje veze
- Signalizacija nuklearnih receptora